# Cusy
Cusy település Franciaországban, Haute-Savoie megyében. Lakosainak száma 1855 fő (2022. január 1.). Cusy Arith, Saint-Offenge, Saint-Ours, Allèves, Chainaz-les-Frasses, Gruffy és Héry-sur-Alby községekkel határos.

## Népesség
A település népességének változása:
| Lakosok száma | 1816 | 1841 | 1908 | 1850 | 1842 | 1836 | 1843 | 1849 | 1855 |
|               | 2013 | 2015 | 2016 | 2017 | 2018 | 2019 | 2020 | 2021 | 2022 |